# Cronologia dei direttori e presidenti del conservatorio Giuseppe Verdi (Milano)

## Censori (direttori dal 1850)
- Bonifazio Asioli (1808-1814: censore e direttore)
- Ambrogio Minoja (1815-1825)
- Vincenzo Federici (1825-1826)
- Gaetano Piantanida (1826)
- Francesco Basily (1827-1837)
- Nicola Vaccaj (1838-1844)
- Felice Frasi (1845-1849)
- Lauro Rossi (1850-1871)
- Alberto Mazzuccato (1872-1877)
- Stefano Ronchetti-Monteviti (1878-1882)
- Antonio Bazzini (1882-1897)
- Giuseppe Gallignani (1897-1923)
- Ildebrando Pizzetti (1924-1936)
- Riccardo Pick-Mangiagalli (1936-1949)
- Giulio Cesare Paribeni (1949-1950: incaricato)
- Giorgio Federico Ghedini (1951-1962)
- Jacopo Napoli (1962-1971)
- Orazio Fiume (1971)
- Antonio Beltrami (1971-1972: vice-direttore)
- Marcello Abbado (1973-1996)
- Guido Salvetti (1996-2004)
- Leonardo Taschera (2004-2007)
- Bruno Zanolini (2007- 2010)
- Sonia Bo (2010-2013)
- Alessandro Melchiorre (2013- 2016)
- Cristina Frosini (2016- 2022)
- Massimiliano Baggio (2022- in carica)

## Direttori (curatori dal 1850 e presidenti dal 1862)
- Giulio Ottolini (1815)
- Alessandro Annoni (1816-1824)
- Cesare Pompeo Castelbarco (1825-1827)

[incarico vacante dal 1828 al 1830]
- Giuseppe Sormani-Andreani (1831-1840)
- Renato Borromeo (1840-1848)
- Abbondio Piazzi (1848-1852)
- Galeazzo Manna (1852-1859)
- Carlo Taverna (1860-1871)
- Lodovico Melzi (1872-1896)

[incarico soppresso dal 1897 al 1935]
- Alceo Toni (1935-1940)
- Marcello Visconti di Modrone (1940-1945)
- Nino Hensemberger (1945-1956)
- Ernesto Ceccon (1956-1958)
- Guido Rossi (1958-1966)
- Sergio Dragoni (1967-1976)
- Eugenio Giacobino (1976-1991)
- Giuseppe Cassina (1991-2000)
- Francesco Micheli (2000-2007)
- Francesco Saverio Borrelli (2007-2010)
- Arnoldo Mosca Mondadori (2010-2013)
- Maria Grazia Mazzocchi (2013-2016)
- Ralph Alexandre Fassey (2016-2019)
- Raffaello Vignali (2019- in carica)